# Dohrniphora feeneri
Dohrniphora feeneri är en tvåvingeart som beskrevs av Brown och Giar-Ann Kung 2007. Dohrniphora feeneri ingår i släktet Dohrniphora och familjen puckelflugor.
Artens utbredningsområde är Costa Rica. Inga underarter finns listade i Catalogue of Life.